# Ryan Adams
David Ryan Adams, född 5 november 1974 i Jacksonville, North Carolina, är en amerikansk country/rock/punk-artist och författare.

## Biografi
Adams föddes i Jacksonville, North Carolina och växte upp i Raleigh, North Carolina. Han slog igenom med alt-countrybandet Whiskeytown, med vilket han släppte tre album 1995–2001. Han gjorde solodebut med det kritikerhyllade albumet Heartbreaker i september 2000, som spelades in på två veckor och där han gästas av bland andra Emmylou Harris och Gillian Welch. Ryan Adams har fortsatt släppa soloskivor, vissa med kompbandet The Cardinals.
Adams lever ett hälsosamt liv men lider av Ménières sjukdom, som utan livsstilsförändringar kan medföra hörselnedsättning, något han också berättade om i TV-programmet Skavlan (11 november 2011).
Ryan Adams har varit i Sverige och spelat live många gånger, både solo och med bandet Whiskeytown. Han har vid flera tillfällen samarbetat med Phil Lesh från bandet Grateful Dead.
Han har gjort en ansenlig mängd skivor som ännu aldrig blivit utgivna, däribland 48 Hours, The Suicide Handbook och Elizabethtown.
Ryan Adams har varit med i banden Blank Label, The Lazy Stars, The Patty Duke Syndrome, Space Madness, The Skylarks, The Finger och Whiskeytown, som blev stora inom alt.-countryn på det sena 1990-talet.
Några kända låtar är "New York, New York", "Come Pick Me Up" och "Firecracker".
Adams har producerad album för bland andra Willie Nelson, Jesse Malin, Jenny Lewis och Fall Out Boy, och har samarbetat med Counting Crows, Weezer, Norah Jones, America, Minnie Driver, Cowboy Junkies, Leona Naess, Toots and the Maytals, Beth Orton och Krista Polvere.

## Privatliv
2009 gifte han sig med sångerskan och skådespelaren Mandy Moore. De skilde sig dock 2016.

## Diskografi
- 2000 – Heartbreaker (med gästerna Emmylou Harris, Gillian Welch och David Rawlings)
- 2001 – Gold
- 2002 – Demolition
- 2003 – Rock N Roll
- 2003 – Love Is Hell pt. 1 (EP)
- 2003 – Love Is Hell pt. 2 (EP)
- 2004 – Love Is Hell
- 2005 – Cold Roses (under namnet Ryan Adams and the Cardinals)
- 2005 – Jacksonville City Nights (under namnet Ryan Adams and the Cardinals)
- 2005 – 29
- 2007 – Easy Tiger
- 2007 – Follow the Light (EP)
- 2008 – Cardinology (under namnet Ryan Adams and the Cardinals)
- 2010 – Orion
- 2010 – Cardinals III/IV (under namnet Ryan Adams and the Cardinals)
- 2011 – Ashes & Fire
- 2014 – Ryan Adams
- 2015 – 1989
- 2017 – Prisoner
- 2020 – Wednesdays